# جودی ویویانی
جودی ویویانی (انگلیسی: Jody Viviani؛ زادهٔ ۲۵ ژانویهٔ ۱۹۸۲) بازیکن فوتبال اهل فرانسه است.
از باشگاه‌هایی که در آن بازی کرده‌است می‌توان به باشگاه فوتبال سن-اتین و باشگاه ورزشی مون‌پلیه اشاره کرد.